# مخاطر سلعية
مخاطر السلع يعود إلى عدم التأكد من قيم السوق المستقبلية، وحجم الدخل المستقبلي، والناجم عن التقلبات في أسعار السلع. هذه السلع قد تكون الحبوب، والمعادن، والغاز، والكهرباء وما إلى ذلك.
تحتاج مؤسسة السلع إلى التعامل مع أنواع المخاطر التالية:
- مخاطر السعر (المخاطر الناشئة عن التحركات غير المؤاتية في الأسعار العالمية، وأسعار الصرف، والأساس بين الأسعار المحلية والعالمية)
- مخاطر الكمية
- مخاطر التكلفة (مخاطر أسعار المدخلات)
- المخاطر السياسية

## المجموعات المعرضة للخطر
بشكل واضح هناك أربع فئات من العملاء الذين يواجهون مخاطر السلع :
- المنتجين (المزارعين، وشركات المزارع، وشركات التعدين) يواجهون مخاطر الأسعار، ومخاطر التكلفة (على أسعار مدخلاتها) ومخاطر الكمية
- المشترين (الجمعيات التعاونية، التجار التجاريين، سمة النمل) يواجهون مخاطر الأسعار بين وقت الشراء والبيع للمشتروات من البلاد وعادة في الميناء إلى المصدرين.
- المصدرين يواجهون نفس المخاطر بين الشراء في الميناء والبيع في السوق المقصود، وكذلك قد يواجهون مخاطر سياسية بالنسبة لتراخيص التصدير أو تحويلات العملات الأجنبية.
- الحكومات تواجه مخاطر السعر والكمية فيما يتعلق بالإيرادات الضريبية لا سيما ارتفاع معدلات الضرائب مثلما ارتفاع أسعار السلع (عموماً هو الحال مع المعادن وصادرات الطاقة) أو إذا كان الدعم أو المدفوعات الأخرى تعتمد على مستوى أسعار السلع.